# Herrad Prete
Herrad Prete (* 20. November 1933 in Ludwigshafen) ist eine Malerin, die in Luxemburg und Venedig lebt. Sie ist Gründungsmitglied der multinationalen Künstlergruppe Origine.

## Leben
Herrad Prete wuchs in Mannheim auf und studierte Moderne Literatur und Sprachen in Heidelberg.
Nach Abschluss des Studiums lebte sie in Luxemburg, wo sie gemeinsam mit ihrem Ehemann Franco Prete die multinationale Künstlergruppe Origine und den gleichnamigen Verlag gründete. Erklärtes Ziel von Origine war, den kulturellen Austausch franco - italienischer Lyrik und Kunst zu fördern.
Von 1960 bis 2007 trug sie zur Übersetzung, Veröffentlichung und Vertreibung diverser Lyriker Italiens, Frankreichs, Belgiens und Luxemburgs in Form von Anthologien, Einzel- und Kollektivausgaben und Literaturzeitschriften in ihrem Verlag Origine bei.

## Werk
Herrad Pretes Werke wurden ab 1968 in zahlreichen Einzel- und Kollektivausstellungen in Luxemburg, Frankreich, Italien, England und Belgien ausgestellt. Zudem arbeitete sie im Rahmen von Origine an zahlreichen bibliophilen Kunstdruckausgaben in Italien, Luxemburg und Belgien mit. Für ihre Arbeit erhielt sie die 'Osella d'Oro‘ der Stadt Venedig.

## Stil
Im Zentrum ihrer sensiblen, atmosphärischen Werke, in denen sie eine eigene Mischtechnik entwickelte, steht das Einfangen des besonderen Lichtes der Stadt Venedig. Inspiriert ist sie unter anderem von Malern wie William Turner und Lyonel Feininger.
Anlässlich der Ausstellung „Spuren aus Venedig“ im Goethe-Institut Luxemburg (1992) charakterisierte Paul Bertemes ihre Kunst folgendermaßen:

„… Herrad Prete geht ihre eigenen Kunstwege. Sie nimmt Spannungen und Stimmungen wahr, erlebt Farben und Licht, sichert Spuren, durchschreitet Räume, hält architektonische Elemente fest […] Doch das alles sind nur die äußeren Einflüsse, die dem Erarbeiten vielschichtiger innerer Bildräume dienen. […] Herrad Prete spricht in ihren diffusen, nebligen Lichträumen eine angenehm konsequente, grafisch zurückhaltende Sprache. […] So entsteht eine strukturierte, spannungsvolle poetische Stimmung, die sich gerade wegen ihrer kargen Schönheit fesselnd auswirkt.“

## Einzelausstellungen
- 1969: Galerie Bruck, Luxemburg
- 1971: Galerie Il Semaforo, Florenz
- 1971: Istituto Italiano di Cultura, Straßburg
- 1973: Galerie Ca' Rezzonico, Straßburg
- 1973: Galerie La Grande Jatte, Brüssel
- 1973: Galerie Il Controdado, Rom
- 1974: Galerie St. Michel, Luxemburg
- 1990: Galerie Dedalus, Mailand
- 1992: Thomas-Mann Bibliothek, Goethe-Institut Luxemburg

(Quelle:)

## Kollektivausstellungen
- 1970: Interférences européennes, Paris
- 1970: Musée d'Art Moderne, Céret
- 1970: Education et vie sociale, Paris
- 1971: Maison de la Culture, Nizza
- 1973: Bertrand Russel Foundation, Nottingham
- 1979: Galerie Bruck, Luxemburg
- 1985: Voyages en Sicile, Luxemburg
- 1985: Galerie de Luxembourg, Luxemburg
- 1991: Les Peintres d'Estuaires, Luxemburg

(Quelle:)